# Temelucha diminuta
Temelucha diminuta är en stekelart som beskrevs av Dasch 1979. Temelucha diminuta ingår i släktet Temelucha och familjen brokparasitsteklar. Inga underarter finns listade i Catalogue of Life.